# Cyprian Józef Langi
Cyprian Józef Lange (zm. 1757) – doktor obojga praw, archidiakon zawichojski, kanonik krakowski, sandomierski, wiślicki, prepozyt w Rakowie.